# Acanthophyllum laxiflorum
Acanthophyllum laxiflorum är en nejlikväxtart som beskrevs av Pierre Edmond Boissier. Acanthophyllum laxiflorum ingår i släktet Acanthophyllum och familjen nejlikväxter. Inga underarter finns listade i Catalogue of Life.